# 台林街
台林街（TaiLin St.）是嘉義市西南-東北向主要的聯外道路之一。全線不分段，起於忠孝路；沿台林橋跨越牛稠溪之後，迄於嘉義縣市界。全線除了忠孝路至新生路路段為雙向二車道外，其餘路段皆為雙向二車道且兩側各設有一機車道。
台林街原為嘉義市鄉道市嘉6線的一部份，然而2010年嘉義市境內鄉道解編後，市嘉6線嘉義市段改編為市區道路，其餘路段則改編為嘉178線。

## 沿經行政區域
- 東區

## 車道配置
- 忠孝路至新生路：雙向二車道。
- 新生路至台林橋：雙向二車道，兩側各設有一機車道。

## 沿線設施
（由西南至東北）
- 台林橋
- 台林街加油站

## 可聯絡區域或道路
- 國道三號竹崎交流道
- 縣道166線
- 民雄工業區
- 民雄鄉林子尾
- 民雄鄉十四甲